# E-Boks Open
Danish Open, s názvem oficiálního sponzora E-Boks Open, byl profesionální tenisový turnaj žen hraný v dánském Farumu, který leží severně od Kodaně.
Založen byl v roce 2010 a patřil do kategorie WTA International Tournaments. Probíhal v hale na dvorcích s tvrdým povrchem. Plán v sezóně 2012 tvrdý povrch nahradit antukou nebyl realizován pro vysoké finanční náklady.
V roce 2008 byl turnaj pod názvem e-Boks Odense Open součástí nižší úrovně ženského profesionálního tenisu, když probíhal jako událost okruhu ITF s rozpočtem 100 000 dolarů.
Přestože byl turnaj v dubnovém termínu ženské sezóny plánován nejméně do roku 2015, bylo dne 9. listopadu 2012 oznámeno, že v další sezóně 2013 dojde k jeho zrušení a nahrazení novou událostí v polských Katovicích – turnajem Katowice Open.

## Finálové zápasy

### Dvouhra
| Rok                         | Vítězka             | Finalistka         | Výsledek   |
| 2012                        | Angelique Kerberová | Caroline Wozniacká | 6–4, 6–4   |
| 2011                        | Caroline Wozniacká  | Lucie Šafářová     | 6–1, 6–4   |
| 2010                        | Caroline Wozniacká  | Klára Zakopalová   | 6–2, 7–65  |
| ↑ WTA International ↑       |                     |                    |            |
| 2009                        | nekonal se          | nekonal se         | nekonal se |
| 2008                        | Caroline Wozniacká  | Sofia Arvidssonová | 6–2, 6–1   |
| ↑ okruh ITF – 100 000 USD ↑ |                     |                    |            |

### Čtyřhra
| Rok                         | Vítězky                                | Finalistky                                     | Výsledek         |
| 2010                        | Julia Görgesová Anna-Lena Grönefeldová | Vitalija Ďjačenková Taťána Pučeková            | 6–4, 6–4         |
| 2011                        | Johanna Larssonová Jasmin Wöhrová      | Kristina Mladenovicová Katarzyna Piterová      | 6–3, 6–3         |
| 2012                        | Kimiko Dateová Rika Fudžiwarová        | Sofia Arvidssonová Kaia Kanepiová              | 6–2, 4–6, [10–5] |
| ↑ WTA International ↑       |                                        |                                                |                  |
| 2009                        | nekonal se                             | nekonal se                                     | nekonal se       |
| 2008                        | Sarah Borwellová Courtney Nagleová     | Gabriela Chmelinová Mervana Jugićová-Salkićová | 6–4, 6–4         |
| ↑ okruh ITF – 100 000 USD ↑ |                                        |                                                |                  |